# 埃施韦格
埃施韦格（德語：Eschwege，發音：[ˈɛʃveːɡə] ⓘ）是德国黑森州卡塞尔行政区威拉-迈斯讷县的城市，也是威拉-迈斯讷县的县治，面积63.26平方千米，2023年12月31日人口为19,435人。